# 洪懿祥
洪 懿祥（こう いしょう）は、中華民国の武術家。洪懿文、洪懿棉に洪懿祥を含めた洪家三兄弟の一人。

## 人物
南派少林拳各家に精通、南京中央國術館の副館長陳泮嶺にも学ぶ。
張俊峰第一代門徒大幹部、「台始易宗武學」を傳承発揚し後に唐手道（タンソータオ）への組織名称成立となる。弟子多く「13位首徒学生」有り。台北市迪化街において蝋燭店を経営する。
洪家三老師とも文武に優れ、各々独自の拳風があり弟子に対する武術教学、入門の困難さ、指導姿勢は異なっている。その中で洪懿祥は體軀巨漢であり性情は外交的発展性があり、外国人を多く指導し、また度々訪日している。
1969年（昭和44年）1月13日JKF文部省より財団法人認可取得される、その年の10月10日日本武道館に於いて「第1回全日本空手道選手権大会」が開催され、台湾より唐手道（タンソータオ）の洪懿祥と南派少林綜合武道館館長、南派蔡家拳の高森煌が来日、招待演武する。
唐手道（タンソータオ）は易宗唐手道と神龍唐手道の二通りの名称がある。現在台湾における唐手道総教練は李慶祥、軍隊時代は三軍で最も厳しい訓練を要する蛙人、海軍陸戦隊。